# Erinnyis lassauxi
Erinnyis lassauxi är en fjärilsart som beskrevs av Jean Baptiste Boisduval 1859. Erinnyis lassauxi ingår i släktet Erinnyis och familjen svärmare. Inga underarter finns listade i Catalogue of Life.